# Myelopsoides venustus
Myelopsoides venustus är en fjärilsart som beskrevs av Herbert H. Neunzig 1998. Myelopsoides venustus ingår i släktet Myelopsoides och familjen mott. Inga underarter finns listade i Catalogue of Life.